# Benamocarra
Benamocarra település Spanyolországban, Málaga tartományban. Benamocarra Vélez-Málaga és Iznate községekkel határos. Lakosainak száma 3115 fő (2024).

## Népesség
A település népessége az elmúlt években az alábbi módon változott:
| Lakosok száma | 2817 | 2881 | 3007 | 3061 | 3089 | 3029 | 2988 | 3011 | 3085 | 3115 |
|               | 2001 | 2004 | 2007 | 2009 | 2012 | 2014 | 2017 | 2019 | 2022 | 2024 |